# Ambrogio Morelli
Ambrogio Enrico Morelli (Nerviano, província de Milà, 4 de desembre de 1905 - Nerviano, 10 d'octubre de 2000) era un ciclista italià que fou professional entre 1929 i 1938. En el seu palmarès destaquen dues victòries d'etapa al Tour de França de 1935, edició que finalitzà en la segona posició final, i una etapa al Giro d'Itàlia de 1931.
El seu fill Remo fou futbolista que jugà a la Lliga italiana de futbol.

## Palmarès
- 1929
  - 1r de les Tres Valls Varesines
  - 1r de la Targa-Legnano
  - 1r de la Milà-Sestri
  - 1r de la Copa Pomini
  - 1r de la Copa Giombini
- 1930
  - 1r del Giro del Piemont
  - 1r al Giro d'Úmbria
- 1931
  - Vencedor d'una etapa al Giro d'Itàlia
- 1933
  - Vencedor d'una etapa de la Volta a Catalunya
- 1935
  - Vencedor de dues etapes al Tour de França

### Resultats al Tour de França
- 1932. Abandona (19a etapa)
- 1934. 6è de la classificació general
- 1935. 2n de la classificació general, vencedor de 2 etapes i primer dels ciclistes sense equip
- 1937. Abandona (2a etapa)

### Resultats al Giro d'Itàlia
- 1929. 10è de la classificació general
- 1930. 4t de la classificació general
- 1931. 8è de la classificació general i vencedor d'una etapa
- 1932. 26è de la classificació general
- 1933. 20è de la classificació general
- 1934. 19è de la classificació general
- 1935. 10è de la classificació general i primer dels ciclistes sense equip
- 1936. 7è de la classificació general
- 1937. 9è de la classificació general
- 1938. Abandona (3a etapa)